# Peter Todd
Pour les articles homonymes, voir Todd.
Peter Todd, né en 1962 à Burnaby, est un universitaire canadien. Il est le directeur de l'École des hautes études commerciales de Paris de 2015 à 2020. 

## Biographie

### Études et formations
Peter Todd étudie à l'Université McGill (Bachelor, promotion 1983) et l'Université de la Colombie-Britannique (Ph.D.).

### Carrière
Peter Todd enseigne d'abord à la business school de l'Université Queen's (Ontario) et au Bauer College of Business de l'université de Houston (Texas). En 2001, il rejoint la McIntire School of Commerce de l’université de Virginie en tant que doyen associé, chargé des programmes graduate, puis de doyen associé principal de la business school. En 2005, il est nommé doyen de la faculté de management Desautels de l'Université McGill ; il en part en avril 2014. En 2012, il reçoit des mains de l'Association des anciens de l'Université McGill, le prix David Johnson pour « son travail exemplaire en matière de fundraising ».
Le 1er septembre 2015, il devient officiellement le directeur d'HEC Paris. Il veut faire de cette école l'une des dix meilleures business schools au monde.
Le 5 octobre 2020, il annonce son départ d'HEC Paris pour des raisons médicales.